# Kingston, Tasmanien
Kingston är en del av en befolkad plats i Australien. Den ligger i kommunen Kingborough och delstaten Tasmanien, i den sydöstra delen av landet, omkring 11 kilometer söder om delstatshuvudstaden Hobart. Antalet invånare är 14 371.
Trakten är tätbefolkad. Närmaste större samhälle är Hobart, omkring 11 kilometer norr om Kingston. Genomsnittlig årsnederbörd är 920 millimeter. Den regnigaste månaden är juli, med i genomsnitt 114 mm nederbörd, och den torraste är februari, med 49 mm nederbörd.